# Mars, Incorporated
Mars, Incorporated је америчко прехрамбено предузеће са седиштем у Маклејну. Forbes га је рангирао као четврто највеће приватно предузеће у САД. У потпуности се налази у власништву породице Марс.

## Производи
Многе производе је Mars самостално произвео. Други је првобитно произвео The Wrigley Company.

### Оригинални прехрамбени производи

#### Производи
- 5

- Жваке 5